# Cobra Verde
(Cobra Verde)
Cobra verde è un film del 1987, scritto e diretto da Werner Herzog, ispirato al romanzo Il viceré di Ouidah di Bruce Chatwin, incentrato sulla tratta degli schiavi.
Questo film decretò la fine del fortunato ma burrascoso sodalizio cinematografico tra Herzog e il suo "attore-feticcio" Klaus Kinski (insieme lavorarono in cinque film): Kinski esasperò il regista con i suoi atteggiamenti dispotici, in particolare in questo film impose di sostituire il direttore della fotografia Thomas Mauch, da sempre collaboratore nei film di Herzog, con un altro. Herzog accettò, ma in seguito non volle più lavorare con Kinski, pur continuando a riconoscergli le sue straordinarie doti di attore.

## Trama
Il temuto bandito Francisco Manoel da Silva, soprannominato "Cobra Verde", accetta l'offerta del ricco possidente Don Octávio Coutinho di ricoprire il ruolo di sorvegliante degli schiavi nelle sue piantagioni di zucchero. Don Coutinho, non conoscendo la vera identità del leggendario bandito, gli affida il comando delle piantagioni; quando però da Silva ingravida tutte e tre le sue giovani figlie mulatte, furioso decide di liberarsi del bandito. Ma la situazione diventa ancor più complicata quando a lui si interessano altri mercanti di schiavi interessati al coraggio dell'uomo.
Come punizione, invece di farlo uccidere, Don Coutinho decide di inviare da Silva in una missione "suicida" in Africa, dove dovrà cercare di riaprire il commercio degli schiavi proibito dal sovrano della zona. Il bandito anche se conscio del rischio di restare ucciso in Africa, accetta comunque. Viaggia in nave fino a Dahomey, Africa occidentale, dove riprende contatti con il folle Re Bossa Ahadee.
Incredibilmente, da Silva riesce a convincere il Re a fornire nuovamente schiavi all'uomo bianco. Si insedia nel forte in rovina di Elmina, il castello de San Jorge, e prende come suo luogotenente Taparica, unico sopravvissuto della precedente spedizione. Inizia così il commercio degli schiavi attraverso l'Atlantico con destinazione Brasile. Presto, però, il Re accusa da Silva di numerosi crimini "immaginari" (tra i quali anche l'aver avvelenato il levriero reale) e lo fa imprigionare condannandolo a morte. Nella notte da Silva e Taparica vengono salvati appena prima della decapitazione dal nipote del Re, che stabilisce un'alleanza di sangue con il bandito, progettando di rovesciare il sovrano in carica per diventare Re egli stesso. L'ambizioso bandito addestra un esercito di amazzoni del luogo insegnando loro a combattere, e grazie a loro riesce a detronizzare Re Bossa.
Contro ogni aspettativa, il commercio di schiavi prospera e prosegue sotto il benestare del nuovo Re, grazie alle capacità di da Silva, nominato persino viceré. Tuttavia, da Silva esce presto dalla grazie del sovrano, scoprendo nel frattempo come la schiavitù sia stata resa illegale in Portogallo e che gli inglesi hanno messo una taglia su di lui. Nonostante abbia potuto soddisfare la sua insaziabile sessualità, fecondando schiave e diventando padre di ben 62 figli, da Silva è felice di poter finalmente cambiare vita. L'esausto bandito cerca disperatamente di trascinare una grossa barca in mare per fuggire, ma nonostante l'impegno profuso, l'imbarcazione risulta troppo pesante per lui e rimane immobile sulla spiaggia. Egli collassa in mare sulla battigia mentre un giovane africano deforme lo osserva a debita distanza.

## Produzione
Il film venne girato in Ghana, Brasile e Colombia. Herzog mostrò a Kinski delle fotografie delle location dove gli sarebbe piaciuto effettuare le riprese. Kinski era interessato ad alcuni luoghi in Colombia, ma Herzog non era d'accordo. Tuttavia, Klaus Kinski fece un viaggio insieme a degli amici recandosi in alcune località remote che lo affascinavano: le colline della Sierra Nevada de Santa Marta e Capo della Vela, sulla penisola de La Guajira, in Colombia. Alla fine Herzog decise di girare a Villa de Leyva e Valle del Cauca, in Sud America.

### Tensioni tra Herzog e Kinski
La lavorazione di Cobra Verde fu notoriamente difficile e travagliata, soprattutto per le continue bizze sul set del protagonista Klaus Kinski e il suo rapporto conflittuale con il regista, che arrivò ad aggredire anche fisicamente. Le opinioni di Herzog nei confronti di Kinski furono ampiamente esposte nel documentario del 1999 Kinski, il mio nemico più caro, dove il regista parla del loro unico rapporto di amicizia, dei loro contrasti, e del rapporto amore-odio che li legava. La lavorazione di Cobra Verde e i rapporti interpersonali tra Herzog e Kinski sono stati inoltre il soggetto del documentario svizzero del 1987 Location Africa (incluso come contenuto extra nella versione in DVD del film distribuita dalla 01 Distribution).

## Distribuzione
In Italia è stato distribuito su vhs Deltavideo e in DVD dalla Ripley's Home Video (con il documentario Herzog in Afrika).